# Samsung Galaxy A8
Das Samsung Galaxy A8 ist eine Smartphone-Reihe des Herstellers Samsung im mittleren Preissegment mit dem Betriebssystem Android.
Mit der Werbekampagne unter dem Motto „A ist das neue mini“ bestätigte Samsung, dass die Galaxy-A-Serie der Nachfolger der Galaxy-S-mini-Serie ist.

## Galaxy A8 (2018)
Verkauf in Deutschland
Mit dem Verkaufsstart Januar 2018, war das A8 (2018) nicht für den Deutschen Markt vorgesehen. Nur das Schwestermodell Galaxy A6 bzw. A6+ wurde für den Markt zum Verkauf angeboten. Erst seit Anfang Juli 2018 (mit der Vorstellung des Galaxy A7 (2019)) wurde auch das Galaxy A8 (2018) für den Deutschen Markt angeboten.

## Versionen
|                   | Galaxy A8 (2015)            | Galaxy A8 (2016)            | Galaxy A8 (2018)                          |
| ----------------- | --------------------------- | --------------------------- | ----------------------------------------- |
| Anzeige           | 5,7 Zoll, 1920x1080px       | 5,7 Zoll, 1920x1080px       | 5,6 Zoll, 2220 x 1080px                   |
| Digitalkamera     | 16 MP                       | 16 MP                       | 16 MP                                     |
| Frontkamera       | 5 MP                        | 8 MP                        | 8 MP                                      |
| Prozessor         | 4 × 1,8 GHz und 4 × 1,3 GHz | 4 × 2,1 GHz und 4 × 1,5 GHz | 2,2 GHz und 1,6 GHz                       |
| Arbeitsspeicher   | 3 GB                        | 3 GB                        | 4 GB                                      |
| Interner Speicher | 32 GB                       | 32 GB                       | 32 GB                                     |
| Speicherkarte     | MicroSD (max. 256 GByte)    | MicroSD (max. 256 GByte)    | MicroSD (max. 400 GByte)                  |
| WLAN              | IEEE 802.11 a/b/g/n/ac      | IEEE 802.11 a/b/g/n         | IEEE 802.11 a/b/g/n/ac 2,4 + 5 GHz, VHT80 |
| Akkumulator       | 3050 mAh; Lithium-Ionen     | 3300 mAh; Lithium-Ionen     | 3000 mAh                                  |
| Gewicht           | 151 g                       | 182 g                       | 172 g                                     |
| Abmessung         |                             |                             | 149,9 x 70,6 x 8,4 mm                     |